# Cuettu
Il Cuettu (dal dialetto salentino) è un mosto fresco d'uva cotto. Da non confondere con il Vincotto salentino.

## Storia
I Romani usavano il mosto cotto come ingrediente per arricchire carni ed altri piatti e nelle torte come edulcorante; prima che venisse introdotto l'uso dello zucchero di canna veniva anche mischiato al miele. Usavano anche il mosto cotto diluito con acqua come una dolce bibita energetica, o come base per creare un "vino" romano fortemente inebriante. La cucina di Apicio (I scec. d. C.) fa largo uso di defrutum.
Secondo Columella, (I secolo d.C.) il mosto d'uva ridotto di un terzo prende il nome di "defrutum", mentre se ridotto della metà prende il nome di "sapa".
Il succo di frutti dolci come mela cotogna e fichi, nell'antico occidente veniva bollito e concentrato ottenendo così altre tipologie di cuettu.

## Descrizione
Il ‘cuettu’ si ricava dalla semplice e lenta riduzione del mosto fresco d'uva fino a raggiungere la consistenza di uno sciroppo dal gusto dolce, adatto per la preparazione di dolci e bibite, e adatto anche ai bambini e agli anziani in ragione delle sue grandi proprietà salutistiche.
Il mosto di uva cotto nel resto della Puglia come in provincia di Bari, Bat e Foggia è fatto prevalentemente con mosto proveniente da uve bianche; mentre quello prodotto nell'area del Salento e fatto con mosto di uve rosse autoctone.

## Uso
Tradizionalmente in Puglia è utilizzato per la preparazione di molteplici prodotti della tradizione, tra i quali spiccano le tipiche "pittule", i taralli neri, i "mustazzoli" e le Carteddate le famose cartellate pugliesi, rose fatte con un impasto particolare lavorato con olio e lievito e che vengono poi fritte e ricoperte con il "Cuettu".
Con il "Cuettu" inoltre, si preparavano già in età grecoromana e medievale ottime granite utilizzando la neve compressa nelle "neviere", grotte appositamente scavate nel sottosuolo per stipare questa rara precipitazione atmosferica dal momento che a quel tempo, nell'area della mite Terra d'Otranto, non esisteva altro modo per procurarsi il ghiaccio.
Il "Cuettu" è un prodotto inserito nell'elenco dei prodotti agroalimentari tradizionali di Puglia con Decreto Mi.P.A. del 2001.